# Паллант (титан)
Палла́нт, або Паллас (грец. Πάλλας) — один з титанів; батько Ніки, Зелоса, Кратоса й Селени; син Крія та Еврібії; чоловік океаніди Стікс.
У римській міфології Паллант є одним із героїв «Енеїди» Вергілія, син Евандра, який бився на боці Енея й загинув у поєдинку з Турном.